# Звезда тамне материје
Звезда тамне материје је хипотетички компактан астрофизички објекат за који мањина међу физичарима сматра да може сачинити алтернативно објашњење за опсервације астрономских кандидата за црне рупе.
Овај концепт је предложио физичар Џорџ Чаплин. Теорија тврди да је материја која понире ка унутра претворена у вакуумску енергију тамне енергије док материја пада кроз хоризонт догађаја. Простор између хоризонта догађаја би завршио са великом вредношћу космолошке константе, те би имала негативан притисак који врши на гравитацију. Не би дошло до појаве сингуларитета који уништава податке.

## Теорија
У марту 2005. године, физичар Џорџ Чаплин је тврдио да квантна механика чини скоро па сигурним да црне рупе не постоје, већ да су то звезде тамне материје. Звезде тамне материје су потпуно другачији концепт од концепта гравазвезде.
Звезде тамне енергије су по први пут представљене као концепт, јер у квантној физици је обавезно апсолутно време; међутим, по општој теорији релативитета, објекат који пада ка црној рупи би, немом посматрачу, деловао као да има време које траје бесконачно споро на хоризонту догађаја. Сам објекат би деловао као да му време тече нормално.
Ради помирења квантне механике са теоријом о црним рупама, Џаплин је представио теорију која тврди да се фаза транзиције у просторној фази дешава на хоризонту догађаја. Засновао је своје идеје на физици суперфлуида. Како колона суперфлуида постаје све дужа и дужа, у неком тренутну, густина се повећава, што успорава брзину звука, те се она приближава нули. Међутим, у том тренутку, квантна физика чини да звучни таласи растурају своју енергију по суперфлуиду, те никада не долази до стања брзине звука који је приближан нули.
По хипотези о звездама тамне енергије, материја која пада и која је приближава хоризонту догађаја се распада на успешно лакше честице. Приближавајући се хоризонту догађаја, природни ефекти убрзајаву пропадање протона. Ово може оправдати постојање високоенергетских извора космичких зрака и извора позитрона на небу. Када материја пропадне кроз хоризонт догађаја, енергија еквивалентна делу или свој материји се претвара у тамну енергију. Овај негативни притисак неутралише масу коју звезда задобија, избегавајући појаву сингуларитета. Негативни притисак такође пружа и велики број космолошких константи.
Даље, примордијалне звезде тамне енергије би могле да формирају флуктуацију самог временског простора, која је аналогна "грудвицама течности која се кондензује спонтано из гаса који се хлади". Ово не само да мења схватање црних рупа, већ такође има и потенцијала да објасни тамну енергију и тамну материју, које су индиректно посматране.